# Agent Bishop
Agent John Bishop is een personage uit de tweede animatieserie van de Teenage Mutant Ninja Turtles. Zijn stem wordt gedaan door David Zen Mansley. Hij werd geïntroduceerd in de Space Invaders/Worlds Collide-afleveringen uit het derde seizoen, waarin hij de Turtles ontvoerde om het geheim van hun mutatie te onderzoeken. Hij werd, zeker nadat Shredder werd verbannen, hun grootste tegenstander.

## Biografie
Bishop was een soldaat die begin 19e eeuw leefde. Zijn leven veranderde voorgoed toen hij werd ontvoerd door aliens terwijl hij vocht in de Slag bij New Orleans, die een aantal experimenten met hem deden. Het is niet bekend of Bishop zelf ontsnapte of dat de aliens hem later vrijlieten. Wat voor experimenten ze precies met hem deden is ook niet bekend, maar het schijnt wel Bishops levenslengte flink te hebben vergroot. Voor het leven getekend door deze gebeurtenis, besloot Bishop zijn leven te wijden aan het voorkomen van een alieninvasie.
Er is niet bekend wat Bishop in de 190 jaar daarna deed, behalve dat hij verantwoordelijk was voor de overwinning van het Amerikaanse leger op de eerste alieninvasie, en de creatie van black-ops. Ook was hij betrokken bij het Roswellincident in 1947.
In de animatieserie was Bishop inmiddels het hoofd van de Earth Protection Force, een black-ops-team gevormd om buitenaardse bedreigingen te verhinderen. Bishop gebruikt elk middel dat hij nodig acht om zijn doelen te bereiken. Momenteel is dat doel het in handen krijgen van alientechnologie om een superleger te maken.
Slim, wreed en manipulerend is Bishop een gevaarlijke tegenstander. Tijdens de Triceraton invasie maakte hij een deal met de Federation, waarbij hij de Fugitoid zou uitleveren aan de Federation in ruil voor wapens en technologie. Hij ving de Turtles en nam hen DNA-monsters af.
Toen de E.P.F. onder druk kwam te staan van de president omdat hij dacht dat de organisatie geen nut meer had, zette Bishop een alieninvasie in scène om het ongelijk van de president te bewijzen. Dit had echter een uitbraak van mutaties veroorzaakt door Bishops experimenten tot gevolg.
Bishop toont geen medelijden voor iedereen die zijn missies in de weg staat. Toen Dr. Baxter Stockman stierf, bracht Bishop hem weer tot leven daar Stockman te belangrijk was voor Bishops werk. Zijn eerste poging tot het maken van een supersoldaat leidde tot de creatie van de Rat King.
Ondanks zijn vijandschap met de Turtles, sloot Bishops missie van tijd tot tijd aan op die van hun. Hij hielp om de Triceraton-invasie te verhinderen, probeerde Shredder ervan te weerhouden met zijn ruimteschip te vertrekken en probeerde zelf een geneesmiddel te vinden voor de mutatie die hij had veroorzaakt. Daarnaast vocht Bishop ook geregeld met de Foot Clan.
In de Fast Forward aflevering Bishop to Knight bleek Bishop nog altijd in leven te zijn in het jaar 2105. Hij had zijn mening over hoe de aarde zou moeten worden verdedigd herzien. Aangezien aliens bevechten een verspilling van geld en hulpmiddelen was, vormde hij bondgenootschappen met verschillende buitenaardse rassen. Bishop was nu de President van de Pan-Galactic Alliance (een galactische versie van de Verenigde Naties). Hij gebruikte nu diplomatie om zijn doelen te bereiken. Helaas was hij nu wel een beroemdheid en kon niet meer persoonlijk deelnemen aan missies. Daarom rekruteerde hij de Turtles om hem te helpen.

## Krachten en vaardigheden
Bishop is een ervaren vechter, die zelfs alle vier de Turtles tegelijk aan kan. Hij gebruikt een vooral op verdediging gerichte versie van ninjitsu (gelijk aan echt ninjitsu). Hij beschikt ook over bovenmenselijk uithoudingsvermogen en genezing, daar hij in de aflevering Bishop’s Gambit werd gespietst aan een haak en geen permanente verwondingen opliep. Hij leeft al eeuwen, mede door gebruik te maken van kloonlichamen.